# Unione Sportiva Forlimpopoli 1936-1937
Questa voce raccoglie le informazioni riguardanti l'Unione Sportiva Forlimpopoli nelle competizioni ufficiali della stagione 1936-1937.

## Rosa
| N. |                   | Ruolo | Calciatore           |
| -- | ----------------- | ----- | -------------------- |
|    | Italia (bandiera) |       | Giovanni Acquisti    |
|    | Italia (bandiera) |       | Eustor Ballardini    |
|    | Italia (bandiera) |       | Paolo Ballardini (I) |
|    | Italia (bandiera) |       | Giuseppe Banderali   |
|    | Italia (bandiera) |       | Bruno Barducci       |
|    | Italia (bandiera) |       | Walter Bedei         |
|    | Italia (bandiera) |       | Guido Castagnoli     |
|    | Italia (bandiera) |       | Ettore Fabbri        |

| N. |                   | Ruolo | Calciatore          |
| -- | ----------------- | ----- | ------------------- |
|    | Italia (bandiera) |       | Nello Liverani      |
|    | Italia (bandiera) | D     | Romolo Marinari     |
|    | Italia (bandiera) |       | Viliam Milani       |
|    | Italia (bandiera) |       | Arnaldo Pantani     |
|    | Italia (bandiera) |       | Luigi Rocchi        |
|    | Italia (bandiera) | C     | Giuseppe Spirolazzi |
|    | Italia (bandiera) |       | Gino Viroli         |